# Asócia
Asócia (em armênio: Աշոցք; romaniz.: Ašoc’k’[a]), Abosi (Aboc'i), Palacásio (Palakac'io) e então Caiculi (Qaiquli), segundo a Geografia de Ananias de Siracena (século VII), foi um gavar (cantão) da província de Gogarena, na Armênia, erroneamente atribuída por Ananias de Siracena em sua geografia em Airarate.

## Vida

Armênia em 150. Gogarena situa-se ao norte

Asócia corresponde à Isquiguli (Iskiguli) das fontes do tempo do Reino de Urartu. Compreendia uma área de 900 quilômetros quadrados no território da atual região de Lucasiã (Łukasyan) e originalmente estava incorporado no distrito vizinho de Siracena. Fazia parte da Armênia desde o tempo da dinastia orôntida (r. 331–200 a.C.), porém a fraqueza orôntida permitiu a Ibéria dos farnabázidas (r. 302 a.C.–189 d.C.) incorporá-la e adicioná-la ao recém-criado Ducado de Sanxevilde. Com a ascensão dos artaxíadas (r. 189–12 a.C.) na Armênia, a balança do poder mudou e Asócia foi recuperada. Com essa reconquista artaxíada, Asócia e outras regiões ao norte da Armênia foram organizadas na chamada Marca Mósquia que foi colocada sob o príncipe de Gogarena com o título de vitaxa. Na primeira metade do século I, com o temporário declínio da monarquia armênia, essas regiões voltam a ser iberas, mas logo na segunda metade do século já são recuperadas. O geógrafo do século VII Ananias de Siracena considerou-a como parte de Airarate, forma como Ananias designou a província do Império Bizantino da Armênia Inferior fundada em 591 pelo imperador Maurício (r. 582–602).
Em meados do século IV, tornou-se principado autônomo. A Lista Militar (Զորնամակ, Zōrnamak), o documento que indica a quantidade de cavaleiros que cada uma das famílias nobres devia ceder ao exército real em caso de convocação, afirma que deviam arregimentar 500 cavaleiros. Após 363, rompeu seus laços com a Armênia e foi incorporado na Ibéria. Segundo Moisés de Corene, seus príncipes descendiam de Haico através de Guxar. Segundo Cyril Toumanoff, o primeiro príncipe conhecido, Tazates, era guxárida, mas o príncipe conhecido seguinte, Maictes, devia pertencer a um dos ramos dos mirrânidas de Gogarena. Outro príncipe, Fraates, esteve ativo em meados do século V. No século VIII, foi reincorporada em Gogarena e em 772, o futuro príncipe Asócio IV (r. 806–826) compra-a. Em 830/876, era apanágio de Gurgenes V, filho de Asócio I (r. 813–826) da Ibéria. Antes de 876, ele concedeu-a para seu cunhado Asócio V, o futuro rei da Armênia (r. 884–890); Toumanoff considera que pode ter sido a devolução do dote de sua esposa, irmã de Asócio.